# Slave Lake
Slave Lake ist eine Gemeinde im Norden der kanadischen Provinz Alberta mit dem Status einer Kleinstadt (englisch Town). Sie liegt südöstlich des Kleinen Sklavensees an der Kreuzung des Alberta Highway 2 mit dem Alberta Highway 88 und ist Sitz der Bezirksverwaltung des Municipal District of Lesser Slave River No. 124.
1994 veranstaltete der Ort die Arktischen Winterspiele (Arctic Winter Games), eine Veranstaltung von zirkumpolaren Sportarten und Kultur. Der Ort ist Geburtsort von Walter Patrick Twinn, einer Person der First Nations sowie kanadischer Senator.

## Geschichte
Das Gebiet des heutigen Ortes Slave Lake wurde zuerst von David Thompson 1799 entdeckt. Nach seiner Entdeckung wurde viele Pelzhandelsposten rund um Slave Lake gegründet. Der Posten der Hudson’s Bay Company befand sich am Abfluss des Sees. Die erste Siedlung Sawridge wurde durch eine Flut in den 1930er Jahren ausgelöscht, später an anderer Stelle wieder aufgebaut und in Slave Lake umbenannt. 1961 erhielt die Siedlung den Status eines Dorfes und 1965 den einer Kleinstadt.
1994 war die Stadt Austragungsort der Arctic Winter Games.

## Einwohnerentwicklung
Der Zensus im Jahr 2016, der Census 2016, ergab für die Gemeinde eine Bevölkerungszahl von 6651 Einwohnern, nachdem der Zensus im Jahr 2011 für die Gemeinde noch eine Bevölkerungszahl von 6782 Einwohnern ergab. Die Bevölkerung hat dabei im Vergleich zum letzten Zensus im Jahr 2011 um 1,9 % abgenommen und sich damit deutlich gegen den Provinzdurchschnitt, mit einer Bevölkerungszunahme in Alberta von 11,6 %, entwickelt. Im Zensuszeitraum 2006 bis 2011 hatte sich die Einwohnerzahl in der Gemeinde mit einem Zuwachs um 1,2 % bereits schwächer als der Durchschnitt in der Provinz, dort mit einer Zunahme um 10,8 %, entwickelt.
Beim Zensus 2016 wurde für die Gemeinde ein Medianalter von 32,0 Jahren ermittelt. Das Medianalter in der Provinz lag 2016 bei 36,7 Jahren. Das Durchschnittsalter lag bei 33,0 Jahren, bzw. 37,8 Jahren in der Provinz. Beim Zensus 2011 wurde für die Gemeinde noch ein Medianalter von 30,8 Jahren ermittelt. Das Medianalter der Provinz lag 2011 bei 36,5 Jahren.

## Politik
Slave Lake liegt im Wahldistrikt „Fort McMurray-Athabasca“ für Wahlen zum Unterhaus und im Wahldistrikt „Lesser Slave Lake“ für Wahlen zur Legislativversammlung von Alberta.

## Söhne und Töchter der Stadt
- Nicolas Aubé-Kubel (* 1996), Eishockeyspieler

## Fotogalerie

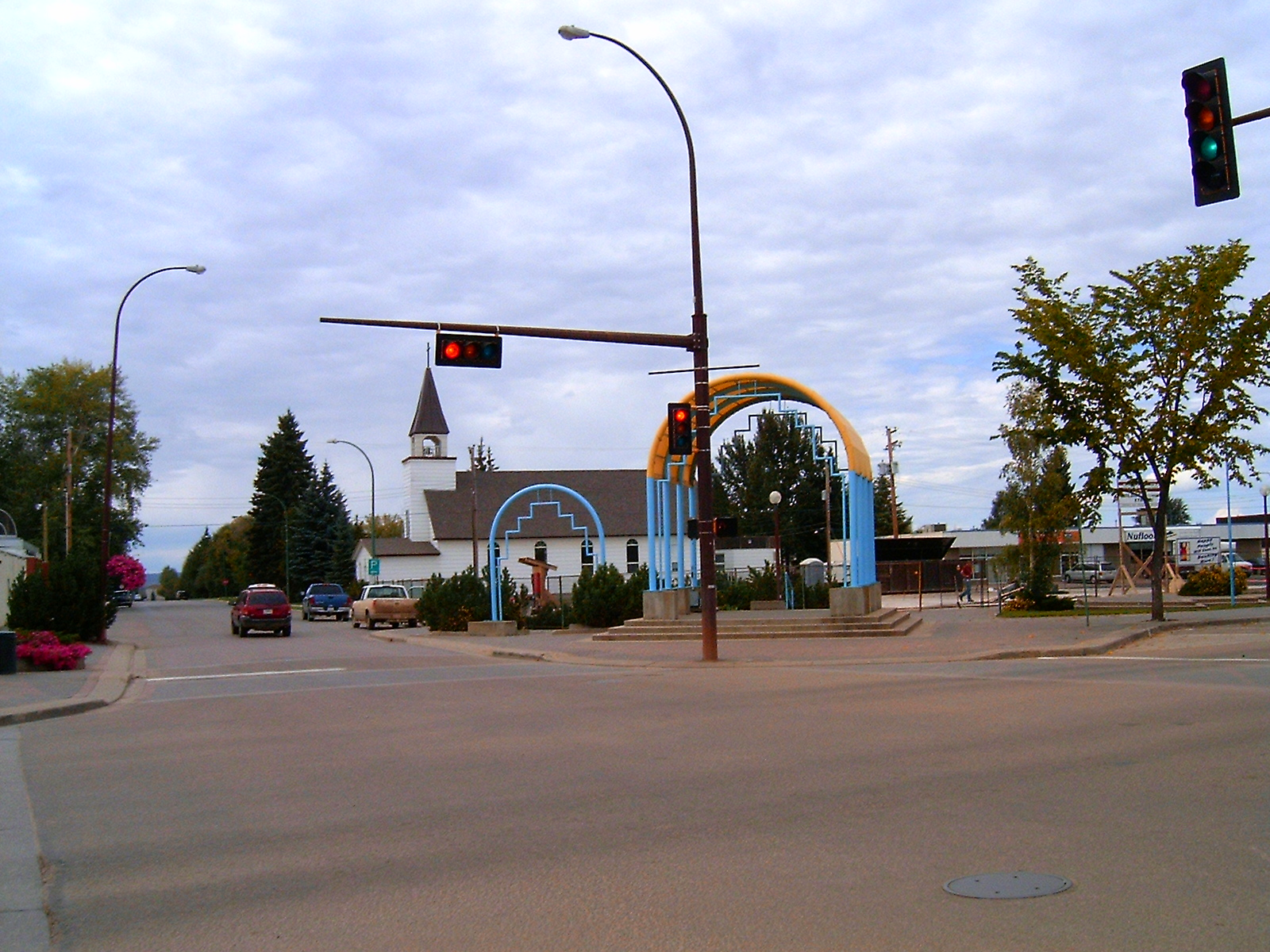
Hauptstraße
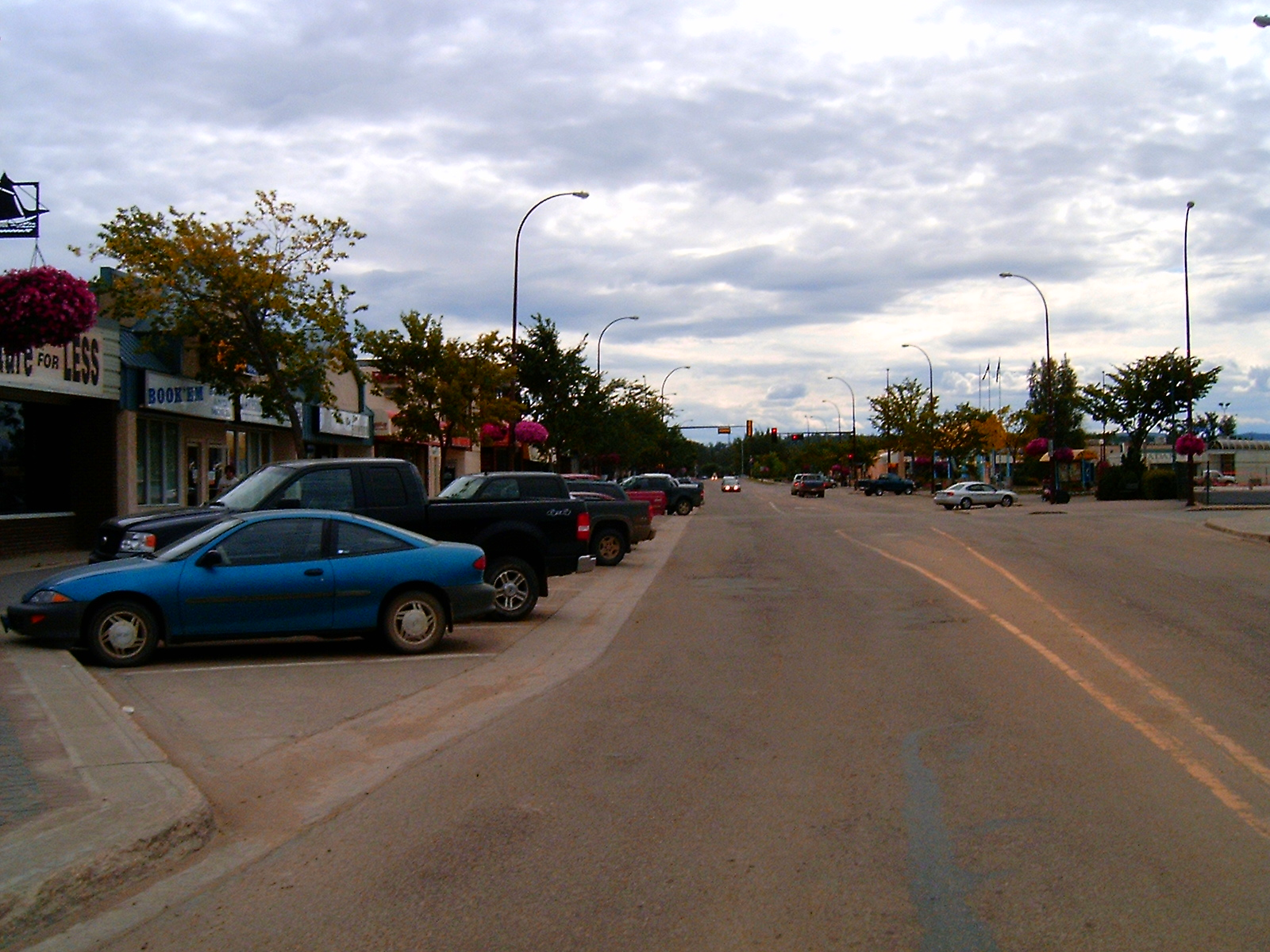